# Joseph Vilsmaier
Joseph Vilsmaier (Munique, 24 de janeiro de 1939 – 11 de fevereiro de 2020) foi um cineasta alemão.
Foi viúvo da atriz e também diretora Dana Vávrová, que atuou em boa parte de seus filmes.
Morreu no dia 11 de fevereiro de 2020, aos 81 anos.

## Filmografia
- 1988 - Herbstmilch
- 1991 - Rama dama
- 1993 - Stalingrad
- 1994 - Charlie & Louise – Das doppelte Lottchen
- 1995 - Schlafes Bruder
- 1996 - Und keiner weint mir nach
- 1997 - Comedian Harmonists
- 2000 - Marlene
- 2001 - Leo und Claire
- 2004 - Bergkristall
- 2006 - Der letzte Zug
- 2008 - Die Geschichte vom Brandner Kaspar
- 2010 - Nanga Parbat
- 2012 - Bavaria – Traumreise durch Bayern